# Fran (jezikovni portal)
Fran je slovenski spletni jezikovni portal, ki združuje slovarje, slovenistične jezikovne vire in zbirke, ki so nastali ali nastajajo na Inštitutu za slovenski jezik Frana Ramovša ZRC SAZU, ter slovarje, ki so v okviru dela na tem inštitutu dobili digitalno obliko. Portal je brezplačen in prilagojen čim širši skupini uporabnikov. Deluje od oktobra 2014 in se letno vsebinsko in funkcionalno dopolnjuje ter posodablja.
Različica Fran 10.0 iz decembra 2022 je obsegala 44 slovarjev, atlas, dve svetovalnici, 14 zbirk in 754.778 slovarskih sestavkov. Decembra 2023 so objavili posodobljeno različico Fran 11.0, ki vsebuje dodatnih 3.000 iztočnic ter nov zgodovinski slovar (Megiserjev Thesaurus polyglottus  iz leta 1603, ki je drugi slovenski slovar).

## Vsebina
Na voljo so med drugim Slovar slovenskega knjižnega jezika, Slovar novejšega besedja slovenskega jezika, Slovenski pravopis, Slovensko-latinski slovar, Pleteršnikov Slovensko-nemški slovar (1894–1895), tretja izdaja Slovarja slovenskega knjižnega jezika, ePravopis, Sprotni slovar slovenskega jezika 3.0 in Slovenski etimološki slovar, razni terminološki slovarji (Gledališki terminološki slovar, Čebelarski terminološki slovar, Planinski terminološki slovar, Urbanistični terminološki slovar, Gemološki terminološki slovar,  ...), več narečnih slovarjev (Slovenski lingvistični atlas 1, Slovenski lingvistični atlas 2, Slovar bovškega govora, Kostelski slovar, ...), besedilna korpusa Gigafida in Nova beseda, slovarski portal Termania, ter jezikovna ter terminološka svetovalnica.

## Franček
Po vzoru Frana je septembra 2021 zaživel še Franček. Gre za jezikovni portal, namenjen otrokom in mlajšim uporabnikom. Ponuja vsebine v treh težavnostnih stopnjah: od 1. do 5. razreda, od 6. do 9. in za srednje šole. Vključuje tudi jezikovno svetovalnico za učitelje.